# Ле-Монте (кантон)
Ле-Монте́ (фр. Montet) — кантон во Франции, находится в регионе Овернь, департамент Алье. Входит в состав округа Мулен.
Код INSEE кантона — 0319. Всего в кантон Ле-Монте входит 11 коммун, из них главной коммуной является Ле-Монте.

## Коммуны кантона
| Коммуна        | Население, чел. (2007) | Почтовый индекс | Код INSEE |
| -------------- | ---------------------- | --------------- | --------- |
| Дё-Шез         | 415                    | 03240           | 03099     |
| Крессанж       | 654                    | 03240           | 03092     |
| Ле-Монте       | 510                    | 03240           | 03183     |
| Ле-Тей         | 400                    | 03240           | 03281     |
| Мейар          | 244                    | 03500           | 03169     |
| Рокль          | 356                    | 03240           | 03214     |
| Сен-Сорнен     | 214                    | 03240           | 03260     |
| Требан         | 393                    | 03240           | 03287     |
| Тронже         | 932                    | 03240           | 03292     |
| Шатель-де-Нёвр | 517                    | 03500           | 03065     |
| Шатийон        | 313                    | 03210           | 03069     |

## Население
Население кантона на 2006 год составляло 4 948 человек.
| 1962  | 1968  | 1975  | 1982  | 1990  | 1999  | 2006  | 2007 | 2008 |
| ----- | ----- | ----- | ----- | ----- | ----- | ----- | ---- | ---- |
| 6 038 | 6 499 | 5 825 | 5 528 | 5 238 | 4 966 | 4 948 | —    | —    |